# Мак-Алестер (Оклахома)
Мак-Алестер, иногда Мак-Элстер (англ. McAlester) — город в штате Оклахома, США. Город назван в честь Джеймса Джексона Макалестера, поселенца и бизнесмена, который также был вице-губернатором штата Оклахома. В городе располагается Государственная тюрьма штата Оклахома.
Во время Второй мировой войны правительство США построило Военно-морской боевой завод в нескольких милях к югу от Мак-Алестера. В 1947 году объект стал Американским армейским заводом боеприпасов. Это по-прежнему основное место для производства и хранения боеприпасов для вооружённых сил в Соединённых Штатах.